# کلودین گی

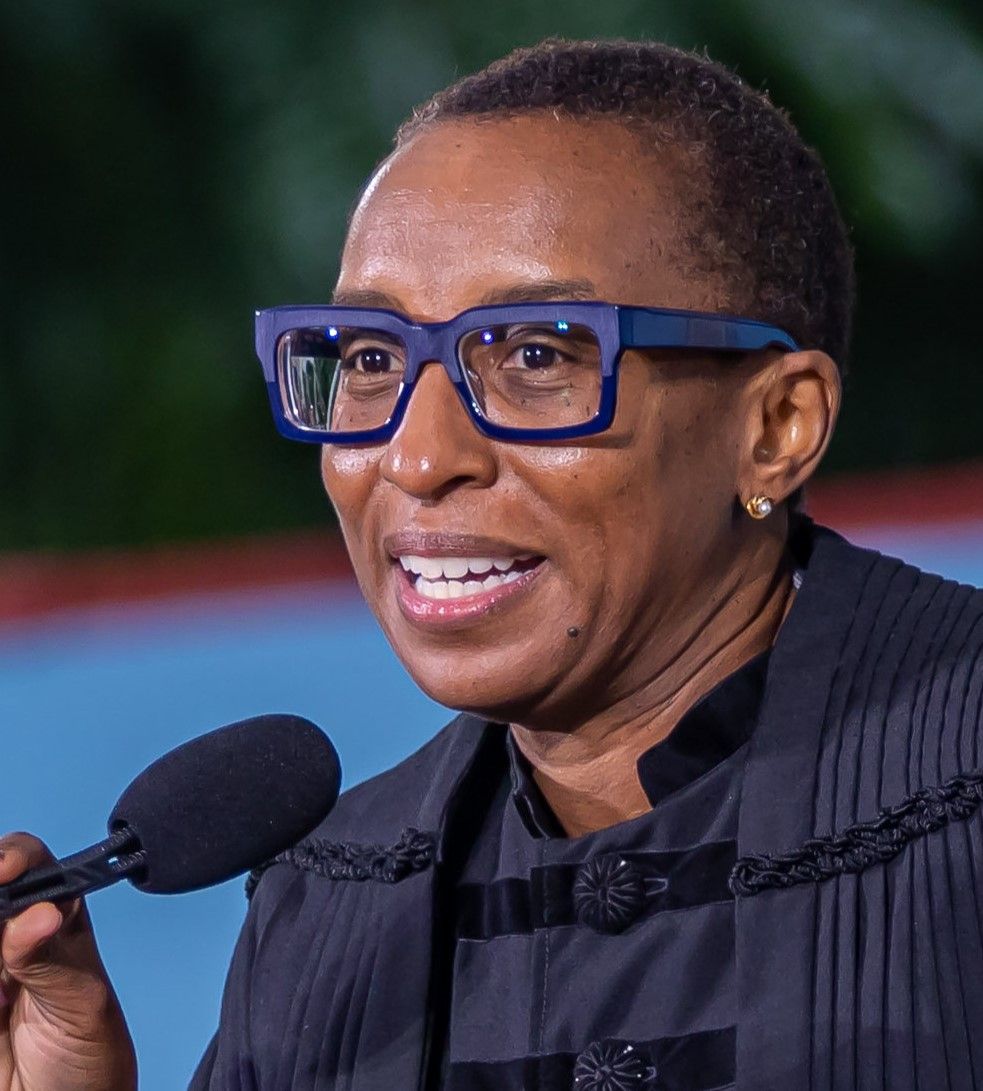
Claudine Gay (2023)

کلودین گی (به انگلیسی: Claudine Gay) دانشمند علوم سیاسی است. او از ۱ ژوئیه ۲۰۲۳ تا ۲ ژانویه ۲۰۲۴ ریاست دانشگاه هاروارد را بر عهده داشت.
تحقیقات کلودین گی به رفتار سیاسی آمریکا، از جمله مشارکت رأی‌دهندگان و سیاست‌های نژادی و هویتی می‌پردازد.

## اوایل زندگی و تحصیلات
گی فرزند مهاجران هائیتی است که بیش از پنجاه سال پیش به ایالات متحده آمده بودند. پدر و مادرش در زمان دانشجویی در نیویورک سیتی با هم آشنا شدند. مادرش پرستاری و پدرش مهندسی خوانده‌است. کلودین گی دختر عموی رکسان گی است.
گی بیشتر دوران کودکی خود را ابتدا در نیویورک سیتی و سپس در عربستان سعودی گذراند، جایی که پدرش برای سپاه مهندسی ارتش ایالات متحده کار می‌کرد. مادرش یک پرستار ثبت‌نام‌شده بود. گی در آکادمی فیلیپس اکستر، یک مدرسه شبانه‌روزی خصوصی گزینشی در اکستر، نیوهمپشایر شرکت کرد، و سپس وارد دانشگاه استنفورد شد، جایی که در رشته اقتصاد تحصیل کرد. او جایزه آنا لورا مایرز را برای بهترین پایان‌نامه کارشناسی در اقتصاد دریافت کرد و در سال ۱۹۹۲ فارغ‌التحصیل شد. گی سپس دکترای خود را در سال ۱۹۹۸ از دانشگاه هاروارد به دست آورد جایی که او برنده جایزه Toppan برای بهترین پایان‌نامه در علوم سیاسی شد.

## حرفه
گی از سال ۲۰۰۰ تا ۲۰۰۶ به عنوان استادیار و سپس دانشیار در دپارتمان علوم سیاسی دانشگاه استنفورد خدمت کرد. در سال تحصیلی ۲۰۰۳–۲۰۰۴، گی عضو مرکز مطالعات پیشرفته در علوم رفتاری بود. او پس از آن به دانشگاه هاروارد نقل مکان کرد. در ژوئیه ۲۰۱۵، او به عنوان رئیس علوم اجتماعی در دانشگاه هاروارد انتخاب شد. در ژوئیه ۲۰۱۸، او به عنوان رئیس خانواده ادگرلی در دانشکده هنر و علوم هاروارد منصوب شد.
تحقیقات آکادمیک گی به رفتار سیاسی آمریکا، سیاست‌های نژادی و هویتی، و مشارکت رأی‌دهندگان و موضوعات دیگر می‌پردازد.
او از سال ۲۰۱۴ تا ۲۰۱۷ معاون رئیس انجمن علوم سیاسی غرب میانه بود.
در ۱۵ دسامبر ۲۰۲۲، دانشگاه هاروارد اعلام کرد که گی به عنوان سی‌امین رئیس دانشگاه هاروارد انتخاب شده‌است و دوره او از اول ژوئیه ۲۰۲۳ آغاز می‌شود. در اینصورت او اولین رئیس سیاه‌پوست هاروارد خواهد بود.

## انتشارات
- ۱۹۹۸: "Doubly Bound: The Impact of Gender and Race on the Politics of Black Women", Political Psychology, co-authored with Katherine Tate
- ۲۰۰۱: "The Effect of Black Congressional Representation on Political Participation", American Political Science Review
- ۲۰۰۱: The Effect of Minority Districts and Minority Representation on Political Participation in California, Public Policy Institute of California
- ۲۰۰۲: "Spirals of Trust? The Effect of Descriptive Representation on the Relationship Between Citizens and Their Government", American Journal of Political Science
- ۲۰۰۴: "Putting Race in Context: Identifying the Environmental Determinants of Black Racial Attitudes", American Political Science Review
- ۲۰۰۶: "Seeing Difference: The Effect of Economic Disparity on Black Attitudes Toward Latinos", American Journal of Political Science
- ۲۰۰۷: "Legislating Without Constraints: The Effect of Minority Districting on Legislators' Responsiveness to Constituency Preferences", The Journal of Politics
- ۲۰۱۲: "Moving to Opportunity: The Political Effects of a Housing Mobility Experiment", Urban Affairs Review
- ۲۰۱۳: Outsiders No More? Models of Immigrant Political Incorporation, Oxford University Press, co editor with Jacqueline Chattopadhyay Jennifer Hochschild, and Michael Jones-Correa
- ۲۰۱۴: "Knowledge Matters: Policy Cross-pressures and Black Partisanship", Political Behavior

## استعفا از ریاست دانشگاه
پس از حمله ۷ اکتبر ۲۰۲۳ به رهبری حماس به اسرائیل، کلودین گی با انتقاداتی مواجه شد، از جمله از سوی لارنس سامرز، رئیس سابق هارواردزیرا نتوانست به اندازه کافی این حملات را محکوم کند.
در جلسه استماع کنگره در دسامبر ۲۰۲۳ دربارهٔ یهودی‌ستیزی، کلودین گی و روسای دانشگاه MIT و دانشگاه پنسیلوانیا توسط برخی از اعضای کنگره متهم شدند که برای محکوم کردن و مبارزه با یهودی‌ستیزی در دانشگاه به اندازه کافی تلاش نمی‌کنند. در نامه ای که توسط ۷۰ نماینده کنگره امضا شد، خواستار استعفای هر سه رئیس دانشگاه شدند.
لیز ماگیل، رئیس دانشگاه پنسیلوانیا، قبلاً در دانشگاه خود تحت فشار قرار گرفته بود و هفته بعد استعفا داد.
در ۱۱ دسامبر، بیش از ۷۰۰ نفر از ۲۴۵۲ عضو هیئت علمی هاروارد نامه ای را امضا کردند که در آن با درخواست برکناری کلودین گی از سمت ریاست دانشگاه مخالفت شده بود. همچنین انجمن فارغ التحصیلان هاروارد اعلام کرد که «به اتفاق آرا و بی چون و چرا» از ریاست کلودین گی حمایت می‌کند در ۱۲ دسامبر، هیئت مدیره هاروارد گفت که آنها «به اتفاق آرا» از ریاست کلودین گی حمایت کردند، و افزود: «کلودین گی به خاطر نحوه رسیدگی به شهادت‌هایش در کنگره عذرخواهی کرد و متعهد شد که مبارزه علیه یهودستیزی در دانشگاه را مضاعف کند». ماه بعد، کلودین گی از ریاست دانشگاه استعفا داد.